# Luxembourg (belgisk provins)
 For alternative betydninger, se Luxembourg (flertydig). (Se også artikler, som begynder med Luxembourg)
Luxembourg (tysk og nederlandsk: Luxemburg) er den sydøstligste provins i Vallonien og Belgien. Denne provins må ikke forveksles med nabolandet, storhertugdømmet Luxembourg.

## Beliggenhed
Provinsen grænser til de belgiske provinser Namur og Liège. Desuden grænser provinsen Luxembourg op til landene Luxembourg og Frankrig. Provinshovedstaden hedder Arlon. Arealet er 4443 km², og provinsen er inddelt i fem administrative distrikter (arrondissementer) med 44 kommuner.

## Oprettelse
Provinsen opstod ved det moderne Luxembourgs tredje deling i 1839. Ved denne lejlighed måtte storhertugdømmet Luxembourg afstå to tredjedele af sit territorium til Belgien.
49°55′N 5°25′Ø / 49.92°N 5.42°Ø
1. ↑  statbel.fgov.be (fra Wikidata).
2. ↑  Wettelijke Bevolking per gemeente op 1 januari 2018, Statistics Belgium, hentet 9. marts 2019 (fra Wikidata).